# Jamaica Kincaid

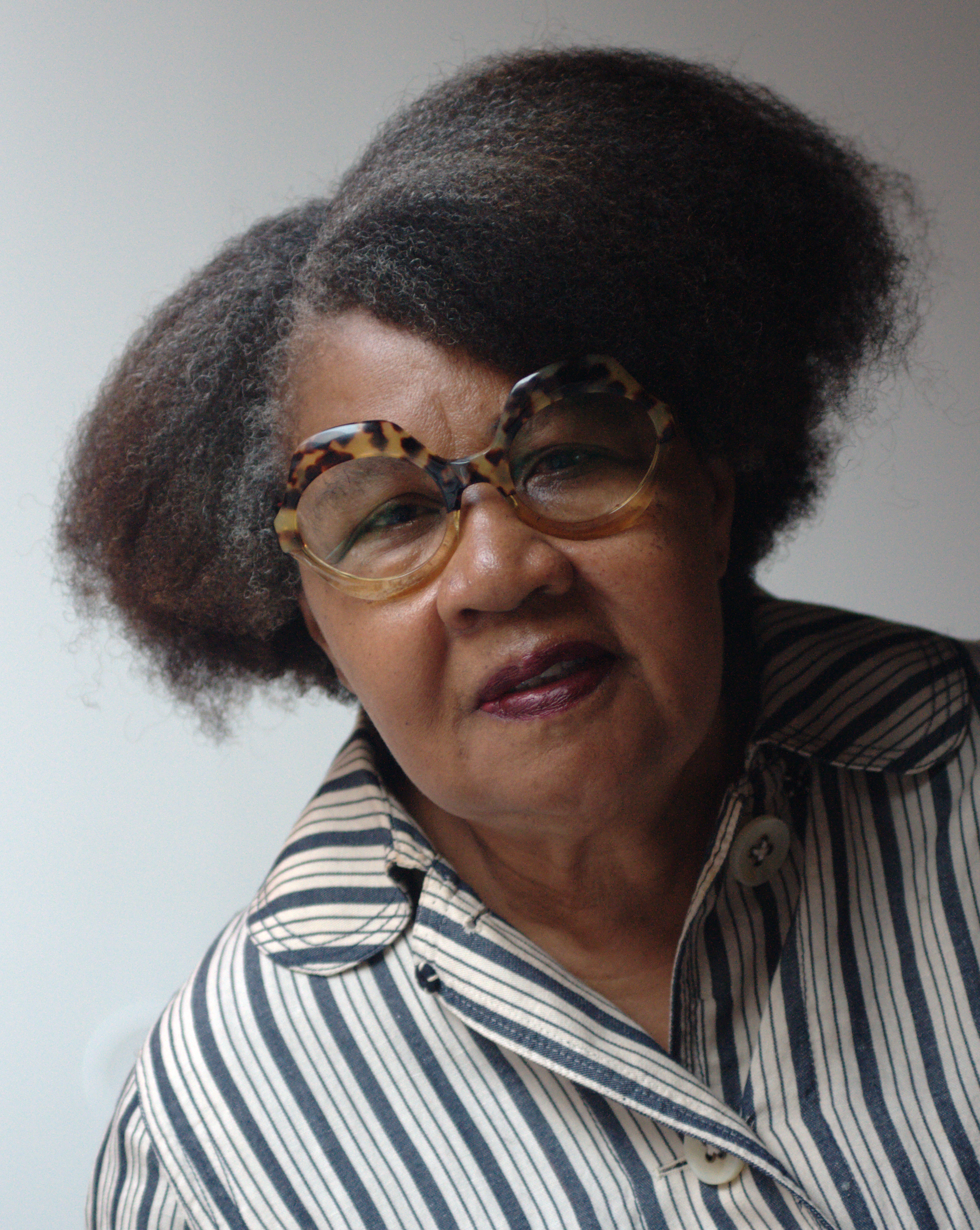
Jamaica Kincaid in 2019

Jamaica Kincaid (Saint John's (Antigua en Barbuda), 25 mei 1949) is een Amerikaanse schrijfster. Ze werd geboren op het Caribische eiland Antigua. Op 17-jarige leeftijd verhuisde ze naar de Verenigde Staten. Haar thema's zijn onder andere migratie, Caribische cultuur en tuinieren.

## Werken
- At the Bottom of the River (korte verhalen, 1983)
- Figures in the Distance (non-fictie, 1983)
- Annie John (roman, 1985)
- A Small Place (non-fictie, 1988)
- Annie, Gwen, Lilly, Pam, and Tulip (jeugdliteratuur, 1989)
- Lucy (roman, 1990)
- Biography of a Dress (korte verhalen, 1990)
- The Autobiography of My Mother (roman, 1995)
- My Brother (non-fictie, 1997)
- My Garden (non-fictie, 1999)
- Talk Stories (korte verhalen, 2000)
- Mr. Potter (roman, 2002)
- Among Flowers: A Walk in the Himalayas (non-fictie, 2005)
- See Now Then (roman, 2013)

## Over Jamaica Kincaid
- Hoving, Isabel, 'Niets dan het heden; Over Jamaica Kincaid, de postkoloniale literatuurstudie, en wat er van ons terecht moet komen', Michiel van Kempen, Piet Verkruijsse en Adrienne Zuiderweg (red.), Wandelaar onder de palmen. Opstellen over koloniale en postkoloniale literatuur en cultuur, Leiden 2004, KITLV

- Bibsys: 90071348
- Biblioteca Nacional de Chile: 000180490
- Biblioteca Nacional de España: XX853450
- Bibliothèque nationale de France: cb12052200h (data)
- Catàleg d'autoritats de noms i títols de Catalunya: 981058513029006706
- CiNii: DA04870354
- Gemeinsame Normdatei: 11911223X
- International Standard Name Identifier: 0000 0000 8156 0368
- Library of Congress Control Number: n83151180
- Nationale Bibliotheek van Letland: 000240506
- MusicBrainz: 1e5a8ef1-57bf-4309-abaf-be7e45535037
- Bibliotheek van het Japanse parlement: 00469555
- Nationale Bibliotheek van Tsjechië: jo20010090080
- Nationale bibliotheek van Australië: 36408131
- Nationale Bibliotheek van Israël: 987007275627005171
- Nationale Bibliotheek van Polen: a0000002735351
- Nationale en Universitaire bibliotheek Zagreb: 000402897
- Nederlandse Thesaurus van Auteursnamen: 070722005
- Réseau des bibliothèques de Suisse occidentale: 02-A003454374
- Istituto Centrale per il Catalogo Unico: CFIV036798
- LIBRIS: 218443
- SNAC: w6q05ztk
- Système universitaire de documentation: 02874991X
- Trove: 1254585
- Virtual International Authority File: 76335318
- WorldCat: E39PBJtGVwXTrYbbyBjKFkXPQq